# Уортон, Эдит
Э́дит Уо́ртон (англ. Edith Wharton), урождённая Эдит Ньюболд Джонс (англ. Edith Newbold Jones; 24 января 1862 — 11 августа 1937) — американская писательница и дизайнер, лауреат Пулитцеровской премии.

## Биография
Уортон родилась в 1862 году в Нью-Йорке в аристократической семье. Получила домашнее образование, среди прочих книг используя литературу из библиотеки своего отца. В последующие годы жизни, тем не менее, она боролась с подобным видом образования и социальным принуждением. Свои детство и юность Уортон провела в Европе, где сблизилась со многими известными писателями. Особое влияние на её творчество оказал Генри Джеймс. Портрет Эдит в возрасте восьми лет создал живший в Париже американский художник Эдвард Харрисон Мэй.
В 1885 году в возрасте 23 лет Уортон вышла замуж за Эдварда Роббинса Уортона, банкира из благородной бостонской семьи. Однако она не была счастлива. Вскоре Уортон обнаружила, что её муж проматывает деньги на любовниц. Их брак распался, и в 1908 году она бежала во Францию в Париж, где завела роман с Мортоном Фуллертоном, журналистом The Times. Долгое время отношения Уортон и Фуллертона держались в секрете, о них знали лишь горничная писательницы и её хороший друг Генри Джеймс.
В своём дневнике Уортон признавалась, что в отношениях с Фуллертоном она обрела то, чего не доставало ей в браке. Наконец, в 1913 году она официально оформила развод с Роббинсом Уортоном.
Во время Первой мировой войны Уортон работала журналистом, путешествуя по линиям фронта. Свои военные поездки она отразила в многочисленных статьях. За активную помощь беженцам правительством Франции в 1916 году ей был вручен Орден Почётного легиона.
Всю оставшуюся жизнь Уортон провела во Франции. Лишь однажды она побывала в США — в 1923 году для получения почетной докторской степени Йельского университета.
Умерла 11 августа 1937 года. Похоронена на кладбище Гонар в Версале. В её честь назван кратер Уортон на Венере.

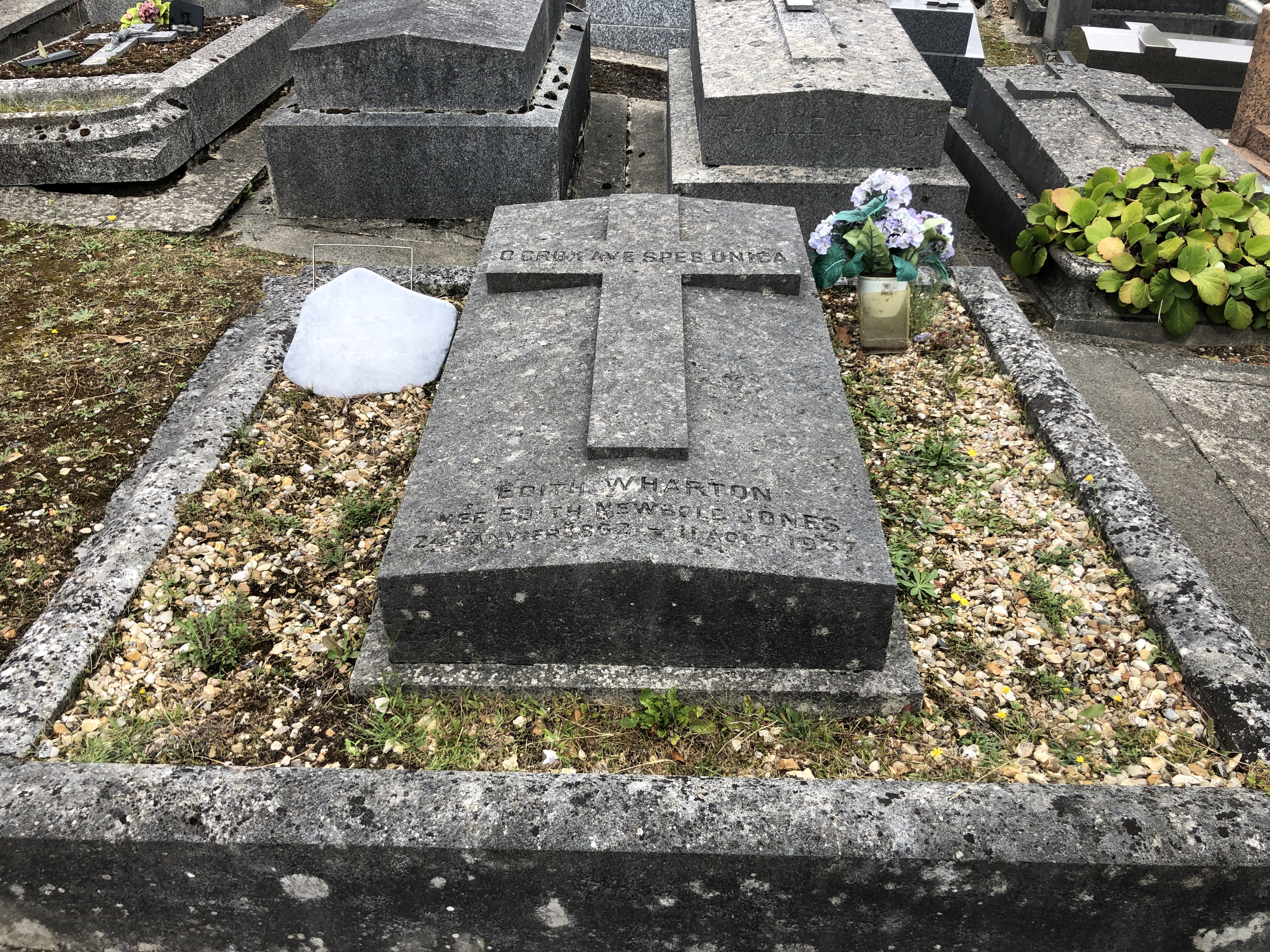
Могила писательницы на кладбище Гонар

## Литературная деятельность
В 1902 году в Массачусетсе Уортон возвела собственное поместье, выступив талантливым дизайнером. Здесь она написала несколько своих романов, включая «Обитель радости» (англ. The House of Mirth, 1905).
Наиболее известный её роман — «Эпоха невинности» (The Age of Innocence) — был написан во Франции и опубликован в 1920 году. В книге повествуется об адвокате Ньюленде Арчере, который накануне свадьбы с благовоспитанной Мэй Уэлланд влюбляется в её кузину, графиню Эллен Оленскую, чья нелегкая и печальная судьба во многом похожа на судьбу самой Уортон. Это чувство «красной нитью» проходит сквозь всю дальнейшую жизнь Арчера, определяя и его отношения с Мэй, и всю историю его брака. За этот роман в 1921 году Уортон была награждена Пулитцеровской премией, став первой женщиной, удостоенной этой награды.

## Избранная библиография
- 1897 — The Decoration of Houses
- 1899 — The Greater Inclination / Большое увлечение
- 1900 — The Touchstone
- 1902 — The Valley of Decision / Долина решения
- 1905 — The House of Mirth / Обитель радости
- 1907 — The Fruit of the Tree / Плод дерева
- 1911 — Ethan Frome / Итэн Фроум. Фильм — «Итэн Фроум»
- 1912 — The Reef
- 1913 — The Custom of the Country / Обычай страны
- 1917 — Summer / Лето
- 1920 — The Age of Innocence / Эпоха невинности (Век невинности). Фильм — «Эпоха невинности»
- 1922 — The Glimpses of the Moon / В лучах мерцающей луны
- 1934 — A Backward Glance (автобиография)
- 1938 — The Buccaneers / Пиратки (Красотки). По этому роману в 1994 году в Великобритании снят сериал (год выпуска — 1995), режиссёр Филип Савилл. В ролях: Карла Гуджино, Мира Сорвино, Элисон Эллиотт, Риа Килстедт, Марк Тэнди, Ронан Виберт, Динсдейл Лэнден, Софи Дикс, Розмари Лич, Чери Лунджи.